# Mon frère (chanson des dix commandements)
Pour les articles homonymes, voir Mon frère.
Singles de Daniel Lévi et Ahmed Mouici
L'Envie d'aimer
(2000) L.I.B.R.E
(2002)
Mon frère est une chanson interprétée par les artistes français Daniel Lévi et Ahmed Mouici, extraite de la comédie musicale d'Élie Chouraqui et Pascal Obispo Les Dix Commandements (2000). La chanson est sortie le 20 février 2001 en format CD single. Les paroles ont été écrites par Lionel Florence et Patrice Guirao et la musique a été composée par Pascal Obispo. Le titre est réalisé par Pascal Obispo et Pierre Jaconelli.
La chanson a connu un grand succès en France et en Belgique.

## Liste des pistes
1. Mon frère – 4:55 (5:56 pour la version intégrale et celle de 2016)